# Sidney Rigdon
Sidney Rigdon (St. Clair Township, 19 febbraio 1793 – Friendship, 14 luglio 1876) è stato un presbitero statunitense.
Fu un leader nei primi anni della storia del movimento mormone.

## Infanzia battista
Sidney Rigdon nacque a St. Clair Township, Contea di Allegheny, Pennsylvania, circa 10 miglia a sud di Pittsburgh. (L'area è nota oggi come Biblioteca). Era il più giovane di quattro figli di William e Nancy Rigdon. Il padre era un coltivatore nativo della Contea di Harford, Maryland. William Rigdon morì nel 1810 e Sidney rimase nella fattoria di famiglia fino al 1818, quando divenne l'apprendista di un Ministro battista chiamato Reverendo Andrew Clark. Rigdon ricevette la licenza di predicatore per i Battisti stretti nel marzo 1819. A maggio si trasferì nella Contea di Trumbull, Ohio, dove predicò insieme ad Adamson Bentley dal luglio 1819. Sposò la sorella di Bentley, Phoebe Brook nel giugno 1820 e rimase in Ohio fino al febbraio 1822, quando andò a Pittsburgh per accettare il pastorato nella Prima Chiesa Battista con la raccomandazione di Alexander Campbell.
Rigdon e Bentley viaggiarono per incontrare Alexander Campbell nell'estate del 1821, per imparare più cose riguardo ai Battisti che incontrarono l'opposizione alla loro idea che il Nuovo Testamento dovrebbe avere la priorità sul Vecchio Testamento nella Chiesa Cristiana. Cominciarono una lunga discussione, alla fine i due uomini si unirono al movimento della Disciplina di Cristo associato con Campbell. Rigdon divenne un predicatore famoso nella chiesa di Pittsburgh. Tuttavia, alcuni membri scontenti furono in grado di forzare le sue dimissioni nel 1824. Per i successivi due anni Rigdon lavorò come conciatore per mantenere la sua famiglia, anche se predicava la domenica sul restaurazionismo cristiano di Campbell nel palazzo di giustizia di Pittsburgh. Nel 1826 fu invitato a diventare un pastore della chiesa battista più liberale a Mentor (Ohio) nella Connecticut Western Reserve. Molti di quelli che successivamente sarebbero stati leader dei mormoni erano membri della congregazione di Rigdon, tra cui Parley P. Pratt, Isaac Morley e Edward Partridge.

## Chiesa mormone

### Conoscenza della prima Chiesa di Gesù Cristo
In un viaggio verso New York lungo il Canale Erie, Parley P. Pratt si fermò a Palmyra dove lesse per la prima volta il Libro di Mormon. All'inizio di settembre del 1830, Pratt fu battezzato nella "Chiesa di Gesù Cristo dei santi degli ultimi giorni. In ottobre, Pratt e Ziba Peterson furono chiamati in missione per predicare ai Nativi Americani o "Lamanites". Pratt viaggiò a est e fece visita a Rigdon in Ohio. Rigdon lesse il Libro di Mormon, e credette nella sua naturalezza e si convertì alla religione mormone. Fu battezzato e procedette a convertire centinaia dei membri della sua congregazione. Nel dicembre 1830 Rigdon andò a New York, dove incontrò Joseph Smith. Rigdon era un ottimo oratore e fu subito chiamato da Smith per essere il portavoce della chiesa. Rogdon servì come scriba per aiutare nella Traduzione della Bibbia di Joseph Smith.

### Kirtland, Ohio, 1830-37
Nel dicembre 1830 Smith ricevette una rivelazione mentre aiutava i membri della chiesa a New York per riunirsi a Kirtland (Ohio) e fondersi con la congregazione di lì. Molte delle dottrine che aveva sperimentato il gruppo di Rigdon, tra cui vivere con tutte le cose in comune, trovarono poi espressione nel movimento comune.
Quando Smith organizzò la Prima Presidenza, scelse Jesse Gause e Rigdon come suoi consiglieri. Smith e Rigdon divennero molto uniti, e Rigdon tentò di scavalcare Oliver Cowdery, quello che in origine era il "Secondo Anziano" della chiesa. Quando i vigilantes decisero di ricoprire di catrame e piume Joseph Smith Jr. la John Johnson Farm a Hiram (Ohio), ricoprirono anche Rigdon.
Rigdon divenne un forte sostenitore della costruzione del Tempio di Kirtland. Quando la chiesa fondò la Kirtland Safety Society, Rigdon divenne il tesoriere della società e Smith fu il suo cassiere. Quando la banca fallì nel 1837, Rigdon e Smith furono entrambi accusati dai dissidenti mormoni.

### Far West, Missouri, 1838
Rigdon e Smith si spostarono a Far West (Missouri) e stabilirono lì un nuovo quartier generale della chiesa. Come portavoce della Prima Presidenza, Rigdon predicò molti controversi sermoni in Missouri, tra cui il Sermone del Sale e l'orazione per il 4 luglio. Questi interventi furono visti anche come contributi al conflitto noto come guerra mormone in Missouri. Il conflitto portò i mormoni all'espulsione dall stato e Rigdon e Smith furono arrestati ed imprigionati nella Liberty Jail. Rigdon fu rilasciato con un atto habeas corpus e si trasferì in Illinois dove si erano rifugiati la maggior parte dei mormoni nel 1839.

### Nauvoo, Illinois, 1839-1844
Smith successivamente scappò dal Missouri e fondò la città di Nauvoo. Rigdon continuò le sue azioni da portavoce della chiesa e fece un intervento nell'originale Tempio di Nauvoo.
Tuttavia, la relazione tra Smith e Rigdon cominciò a deteriorarsi. La partecipazione di Rigdon negli affari amministrativi della chiesa fu minima durante il periodo a Nauvoo. Egli non risiedeva in città e servì la presidenza di una chiesa locale di Pittsburgh. Era anche di salute cagionevole. Nel 1843 Smith sostituì Rigdon con Amasa M. Lyman. Tuttavia, durante il suo discorso alla conferenza generale di ottobre 1843, chiese di poter rimanere nella Presidenza. La congregazione votò per tenerlo come primo consigliere, al contrario di quanto voluto da Smith. Dopo il voto, Smith si alzò e disse, "L'ho buttato via dalle mie spalle, e voi ce lo avere messo di nuovo. Voi potete portarlo, ma io non voglio."
Quando Smith cominciò la sua campagna elettorale per le elezioni presidenziali del 1844, Rigdon fu selezionato come suo vice presidente. Nell'aprile 1844, William Law, secondo consigliere della Prima Presidenza, fu scomunicato e la sua posizione non fu ricoperta da nessuno. Di conseguenza, dopo la morte di Smith, Rigdon fu l'ultimo membro della Prima Presidenza. Durante questo periodo, la forte opposizione di Rigdon alla poligamia e ad altre questioni della chiesa fecero diminuire la sua popolarità.

## 1844 Crisi della successione
Dopo l'assassinio di Smith nel 1844, si aprì una lotta per decidere il suo successore nella chiesa. Le fazioni, basate alle volte sulla dottrina, altre su posizioni amministrative, si divisero e i membri della chiesa cominciarono a dividersi in base ai diversi leader. Alcuni membri sostenevano che Rigdon, come membro anziano della Prima Presidenza, doveva succedere a Smith di diritto. Altri credevano che la successione toccasse al figlio minore di Smith, Joseph Smith III. La moglie di Smith, Emma, sosteneva il Presidente del Palo centrale, presidente dell'alto consiglio, William Marks. Marks tuttavia sosteneva Rigdon.
Prima che si tenesse un grande incontro a Nauvoo per discutere la questione l'8 agosto 1844, Rigdon sostenne che non ci poteva essere alcun successore al defunto profeta e che egli avrebbe potuto essere reso "Protettore" della Chiesa.
Brigham Young, Presidente del quorum dei dodici apostoli si oppose e sostenne la teoria che dovesse essere il presidente del quorum a succedere a Smith. La Chiesa di Gesù Cristo dei santi degli ultimi giorni dice che Smith aveva comunicato una rivelazione nella sezione 107, versi 23-24 della Dottrina e Alleanza che il Quorum dei Dodici era "uguale in autorità e potere" alla Prima Presidenza, così la decisione del successore di Smith cadde sugli apostoli anche se Rigdon era convinto di essere il primo nella linea di successione. Si sviluppò anche una leggenda in cui molti nella Congregazione avevano assistito un cambiamento in Brigham Young la cui voce e le espressioni del viso cambiarono per diventare uguali a quelle di Joseph Smith. Questo fatto, tuttavia, non è registrato in nessun giornale contemporaneo e venne alla luce solo dopo anni dopo la crisi della successione.
Il Quorum dei dodici apostoli era sparso negli Stati Uniti e in Europa, diviso in molte missioni, al momento della morte di Smith. I cinque membri presenti in Illinois votarono contro Rigdon come capo della Chiesa. Rigdon credette che questa azione fosse frutto di un ordine scorretto. Un mese dopo, l'8 settembre, Sidney Rigdon fu scomunicato dalla chiesa mormone dal Consiglio comune della Chiesa convocato dal vescovo Newel K. Whitney. Sidney Rigdon rifiutò tale decisione dopo la quale egli, a sua volta, allo stesso modo scomunicò i membri dei dodici e fuggì da Nauvoo, sostenendo che si sentiva minacciato dai sostenitori di Young. Si trasferì a Pittsburgh dove portò avanti la sua branca dei mormoni.
Successivamente, nel dicembre 1847 a Kanesville Tabernacle, oggi Council Bluffs, gli Apostoli e i membri della chiesa sostennero Young come nuovo Presidente della chiesa. Questa reintegrazione della prima presidenza avvenne tre anni dopo la morte di Joseph Smith, durante i quali Rigdon sostenne il suo diritto a governare la Chiesa.

## Leader della Chiesa, Pennsylvania e New York, 1845-1876
Dopo lo scisma per la successione, Rigdon solidificò e sviluppò una fazione indipendente del mormonismo, a cui ci si riferisce spesso con il termine Rigdonite. I mormoni che seguirono Rigdon si separarono per stabilirsi a Pittsburgh, Pennsylvania. Il 6 aprile 1845, Rigdon presiedette ad una conferenza della Chiesa, dove affermò di essere l'unico vero proseguimento della chiesa di Smith. Riorganizzò quindi la Prima Presidenza e fondò il suo Quorum dei Dodici.
Anche se la Chiesa di Rigdon fiorì brevemente attraverso la pubblicazione del suo periodico, The Messenger and Advocate, i litigi tra i membri portò la maggior parte dei membri della Chiesa a disertare il leader dal 1847. Alcuni tra i membri più leali, tra cui William Bickerton, riorganizzarono la chiesa nel 1862.
Rigdon vivette molti anni in Pennsylvania e a New York. Mantenne la sua testimonianza del Libro di Mormon e si aggrappò alla pretesa di essere il legittimo erede di Joseph Smith. Morì a Friendship (New York).

## Teoria Spalding/Rigdon
Alcuni oppositori del mormonismo ipotizzarono nel XIX secolo che Rigdon fosse la vera forza dietro al Mormonismo. Secondo questa teoria, Rigdon ottenne un manoscritto di un romanzo storico da un editore di Pittsburgh, l'autore era Solomon Spalding. Questa teoria afferma che questo romanzo contenesse la "porzione storica" del Libro di Mormon e che Rigdon l'avesse rielaborata, aggiungendo la sua teologia, rendendola il libro attuale. Una recente analisi computerizzata del testo del Libro di Mormon supporta questa teoria, anche se lo studio non include Joseph Smith Jr. nel campione degli autore, affermando che non sono stati trovati esempi di scritti di Smith. I sostenitori di questa teoria dicono che Rigdon e Smith si incontrarono solo nel dicembre 1830, poco dopo la prima pubblicazione del libro di mormon a New York.